# وثيقة هوية ذوي الإعاقة
وثيقة هوية الإعاقة هي وثيقة تثبت وضع الشخص كشخص ذي إعاقة. وقد تتيح له الحصول على مزايا مخصصة حصريًا للأشخاص ذوي الإعاقة.

## السياسات
كمبوديا
أطلقت وزارة الشؤون الاجتماعية والمحاربين القدامى وإعادة تأهيل الشباب برنامج بطاقة هوية الإعاقة في عام 2023. وبدأ تطويره في عام 2020 بمساعدة اليونيسف والاتحاد الأوروبي.
الاتحاد الأوروبي

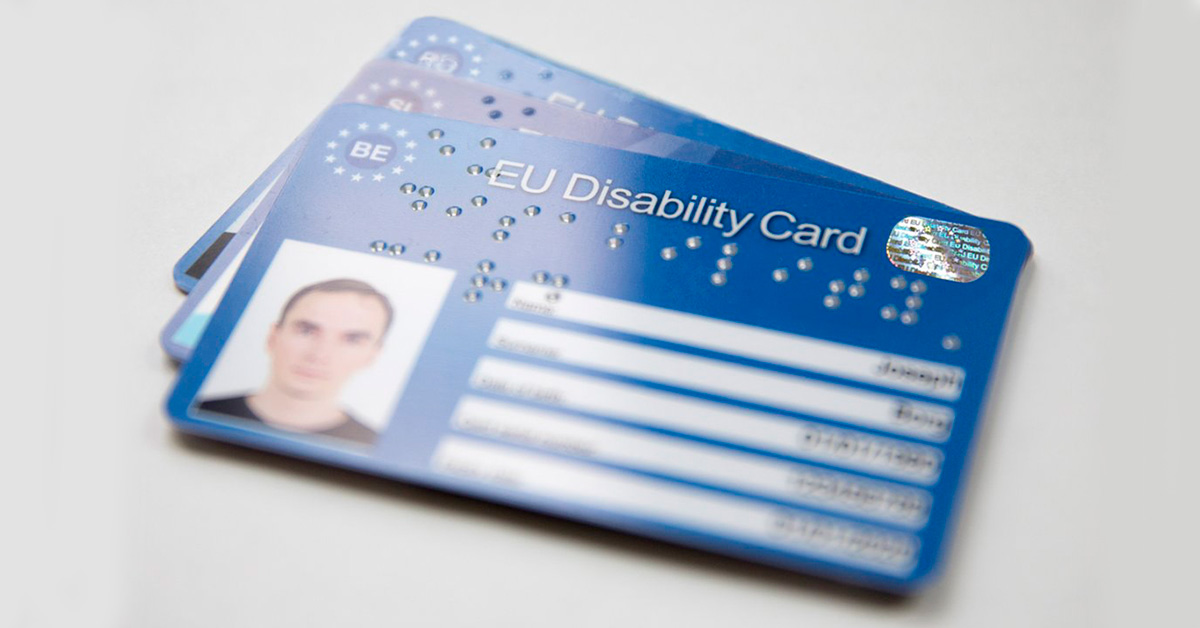
بطاقة الإعاقة الأوروبية

تم إطلاق مخطط بطاقة الإعاقة الأوروبية في فبراير 2016 كبرنامج تجريبي في ثماني دول أعضاء؛ بلجيكا وقبرص وإستونيا وفنلندا وإيطاليا ومالطا ورومانيا وسلوفينيا. وتم الاتفاق على توسيع البرنامج ليشمل بقية دول الاتحاد في 8 فبراير 2024.
يُمنح حاملو البطاقة إمكانية الوصول إلى خصومات على وسائل النقل المحلية، والمساعدة عند استخدام وسائل النقل العام، ورسوم دخول مخفضة أو معدومة، والوصول ذو الأولوية ومواقف السيارات المحجوزة.
اليابان
تُصدر دفاتر مرور ذوي الاحتياجات الخاصة لسكان اليابان. تتيح هذه الدفتر لحامليها الحصول على خصومات على المواصلات العامة ومزايا في المعالم السياحية والمرافق العامة.
فيلبيني
بطاقات هوية ذوي الإعاقة مُعتمدة في الفلبين بموجب القانون الجمهوري رقم 10754، أو قانون توسيع نطاق مزايا وامتيازات الأشخاص ذوي الإعاقة. يمكن لحاملي بطاقات ذوي الإعاقة الاستفادة من خصومات وإعفاءات من ضريبة القيمة المضافة على بعض السلع والخدمات.
بطاقات الهوية الصادرة على مستوى البلدية أو المدينة، وتحديدًا مكتب شؤون الأشخاص ذوي الإعاقة التابع لوحدة الحكومة المحلية. ووفقًا للأمر الإداري رقم 001 لعام 2008 الصادر عن المجلس الوطني لشؤون الإعاقة، تُصدر البطاقات للأشخاص ذوي الإعاقات الدائمة في الفئات التالية: ضعف الكلام، وصعوبات التعلم، والإعاقة الفكرية، والإعاقة العقلية، والإعاقة البصرية، والإعاقة النفسية الاجتماعية، والإعاقة الجسدية، والصمم وضعاف السمع، والسرطان والأمراض النادرة.
أطلقت وزارة الرعاية الاجتماعية والتنمية نظام هوية موحد في ديسمبر 2024 لمكافحة انتشار بطاقات الهوية المزيفة.